# Jean-Baptiste Smits
 (septembre 2018).
Si vous disposez d'ouvrages ou d'articles de référence ou si vous connaissez des sites web de qualité traitant du thème abordé ici, merci de compléter l'article en donnant les références utiles à sa vérifiabilité et en les liant à la section « Notes et références ».
Pour les articles homonymes, voir Smits.
Jean-Baptiste Smits, né à Anvers le 10 avril 1792 et décédé à Arlon le 3 mai 1857, est un homme politique belge.

## Biographie
Il fut membre de la Chambre des représentants pour l'arrondissement d'Anvers de 1833 à 1845, ministre des finances de 1841 à 1843 et gouverneur de la province de Luxembourg de 1843 à 1857.
Mort le dimanche 3 mai 1857, ses funérailles se déroulent quatre jours plus tard au cimetière d’Arlon, en présence des autorités provinciales et de la population. Sur sa tombe des discours furent prononcés par le baron d’Huart, par le bourgmestre Pierre Hollenfeltz, par le général Ablay et par le doyen de la ville.